# Port lotniczy Opuwa
Port lotniczy Opuwa (IATA: OPW, ICAO: FYOP) – port lotniczy położony w Opuwa, w Namibii.